# Jacques-Henri Brunet
Jacques-Henri Brunet (* 17. Juni 1967 in Bangui) ist ein ehemaliger zentralafrikanische Hürdenläufer.
Brunet trat bei den Olympischen Sommerspielen 1992 in Barcelona an. Im Wettlauf über 400 m Hürden schied er im Vorlauf aus. Im 110-Meter-Hürdenlauf hält er den Landesrekord mit 14,76 s.